# Andecha Obrera
Andecha Obrera (pomeni Delavska Zveza v asturijščini, kratica A.O.) asturijska marksistično-leninistična teroristična organizacija, ki je bila dejavna v osemdesetih letih 20. stoletja v Španiji. Cilj organizacije je bil doseči samostojnost Asturije v obliki socialistične republike.
V Asturiji v širokih krogih podpirajo lokalni, t. i. asturijski nacionalizem, vendar ni namerujejo doseči samostojnost od Španije, ampak popolno zagotavljanje avtonomske in jezikovne pravice Asturijcev.
Ni znano ali je A.O. še dejaven ali ukinjen. Voditelji, člani so neznani.

## Napadi
25. februarja 1983 so asturijski teroristi vrgli zažigalne steklenice na podružnico banke Banco Hispano Americano v četrtu Gijóna.
10. maja 1983 so obvestili Radio Nacional de España, da so naložili eksplozijske naprave v dveh gijónskih bankah rekoč, da so banke odgovorne za uničevanje veliko asturijskih delavcev. Na koncu telefonskega poziva so vzkliknili: Puxa Asturies! (Naprej Asturija!). Prva bomba je eksplodirala v podružnici banke Banco Hispano Americano ob 2.00. Na kraju napada je bila materialna škoda, vendar nihče ni bilo poškodovan. Drugo bombo so pirotehniki španske žandarmerije deaktivirali pri glavnem vhodu banke Banco Herrero.
30. novembra 1983 je prišlo do eksplozije v športnem klubu Club de Regatas de Gijón. Čez dva dni so priznali napad s telefonskim klicem časopisa La Voz de Asturias.
1. maja 1985 je bil izveden novi bombi napad v industrijskem parku Tremañes v Gijónu zoper podjetje Coca Cola.
22. septembra so pirotehniki spet deaktivirali eno bombo v bližini zavoda za zaposlovanje v Gijónu.
8. januarja 1988 je bil storjen napad pri podjetju FEVE v Gijónu, ki ga je napravil bivši delavec. Policija je menila, da je napad povezan z A.O., vendar teroristi nikoli niso priznali, da je bil storilec njihov pristaš.